# 1969 v loďstvech
Tento článek obsahuje významné události v oblasti loďstev v roce 1969.

## Lodě vstoupivší do služby
- 30. ledna –  USS Sea Devil (SSN-664) – útočná ponorka třídy Sturgeon

- 13. února –  Milanian (F27) a Kahnamuie (F28) – korvety třídy Bayandor

- 20. února –  USS Aspro (SSN-648) – útočná ponorka třídy Sturgeon

- 3. března –  USS Plainview (AGEH-1) – experimentální křídlový člun

- 15. března –  USS Sunfish (SSN-649) – útočná ponorka třídy Sturgeon

- 22. března –  Lütjens (D 185) – torpédoborec stejnojmenné třídy

- 12. dubna –  USS Knox (FF-1052) – fregata stejnojmenné třídy[1]

- 30. května –  Roger de Lauria (D42) – torpédoborec třídy Oquendo

- 6. června –  HMS Charybdis (F75) – fregata Typu 12I Leander

- 13. června –  USS Bergall (SSN-667) – útočná ponorka třídy Sturgeon

- 1. července –  Psyché (S-650) – ponorka třídy Daphné

- 3. července –  USS Hepburn (FF-1055) – fregata třídy Knox[2]

- 12. července –  USS Narwhal (SSN-671) – útočná ponorka

- 11. července –  HMS Hermione (F58) – fregata Typu 12I Leander

- 12. července –  Vittorio Veneto (C 550) – vrtulníkový křižník stejnojmenné třídy

- 9. srpna –  USS Puffer (SSN-652) – útočná ponorka třídy Sturgeon

- 13. srpna –  HMS Jupiter (F60) – fregata Typu 12I Leander

- 14. srpna –  USS Spadefish (SSN-668) – útočná ponorka třídy Sturgeon

- 30. srpna –  USS Connole (FF-1056) – fregata třídy Knox[3]

- 1. září –  Cachalote (S-165) – ponorka třídy Daphné

- 10. září –  Katori (TV-3501) – cvičná loď

- 19. září –  USS Seahorse (SSN-669) – útočná ponorka třídy Sturgeon

- 20. září –  Mölders (D 186) – torpédoborec třídy Lütjens

- 11. října –  USS Grayling (SSN-646) – útočná ponorka třídy Sturgeon

- 4. prosince –  HMS Revenge (S27) – raketonosná ponorka třídy Resolution

- 5. prosince –  HMS Bacchante (F69) – fregata Typu 12I Leander

- 22. prosince –  USS Roark (FF-1053) – fregata třídy Knox[4]

- 28. listopadu –  USS Meyerkord (FF-1058) – fregata třídy Knox[5]